# Gretha Pieck
Margaretha (Gretha) Pieck (Amsterdam, 16 augustus 1898 – Maartensdijk, 31 maart 1920) was een Nederlands graficus en tekenaar.

## Leven en werk
Pieck was een dochter van Antonie Franciscus Pieck en Elisabeth Maria Margaretha Binnendijk. Haar vader was hoofdonderwijzer, schrijver en amateurschilder. Het gezin woonde vanaf 1905 in Bussum. Gretha was een zus van Adri Pieck en een volle nicht van Anton en Henri Pieck. Ze kreeg vermoedelijk de eerste tekenlessen van haar vader en vervolgens van Willem Knip en Toon de Jong. Ze tekende en maakte etsen en houtsnedes van dieren, stillevens, landschappen en portretten.
Pieck was lid van de Kunstenaarsvereniging Sint Lucas. Ze exposeerde meerdere malen, onder andere aan huis met zus Adri in Bussum en met neef Anton bij een kunsttentoonstelling in Berg en Dal (1918). Ze behaalde in 1919 een vijfde prijs bij een prijsvraag voor een nieuw vignet, uitgeschreven door de Ned. Vereeniging tot Bescherming van Dieren. 
Pieck verhuisde in 1919 naar Maartensdijk, waar ze een jaar later aan de Spaanse griep overleed. Ze werd begraven op de N.H.-begraafplaats in Lage Vuursche. Er werd een herdenkingstentoonstelling gehouden bij Reddingius in Hilversum. Haar werk is onder meer opgenomen in de collecties van het museum Boijmans Van Beuningen, Teylers Museum en het Noord-Hollands Archief. Uit de nalatenschap van haar zus Adri werd een stichting opgericht, die sinds 1989 de Gretha en Adri Pieckprijs uitreikt.

## Afbeeldingen

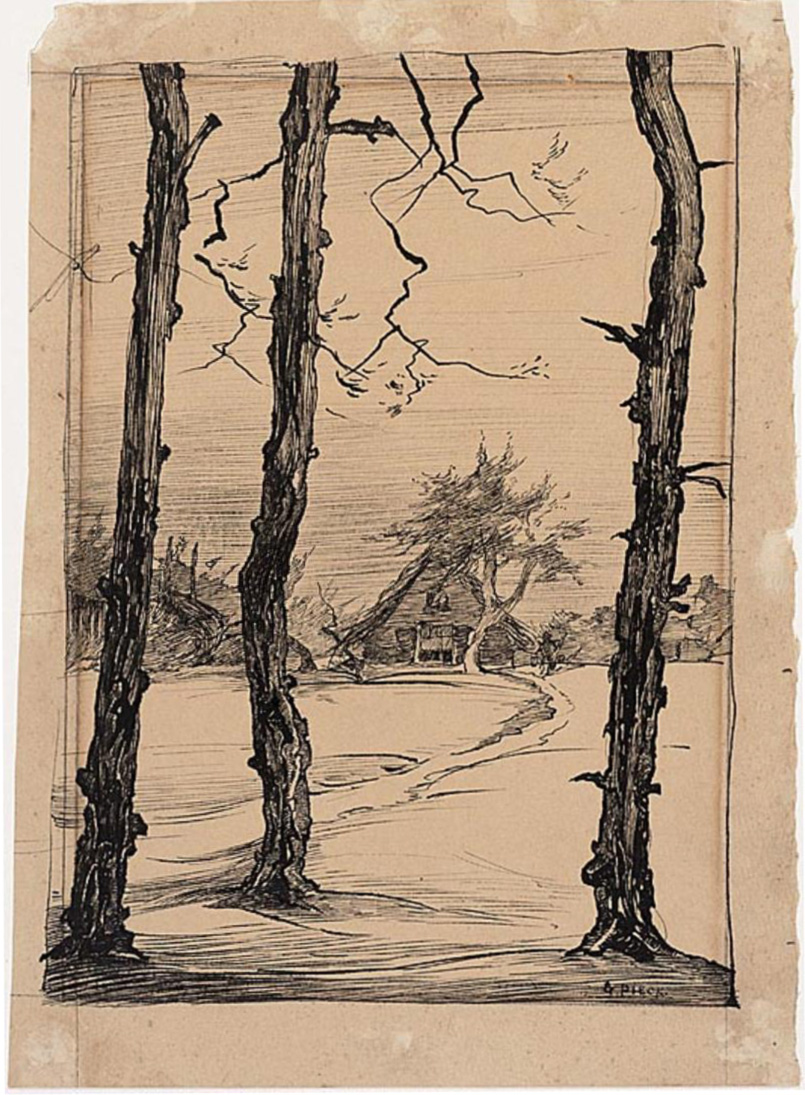
Landschap bij Lage Vuursche
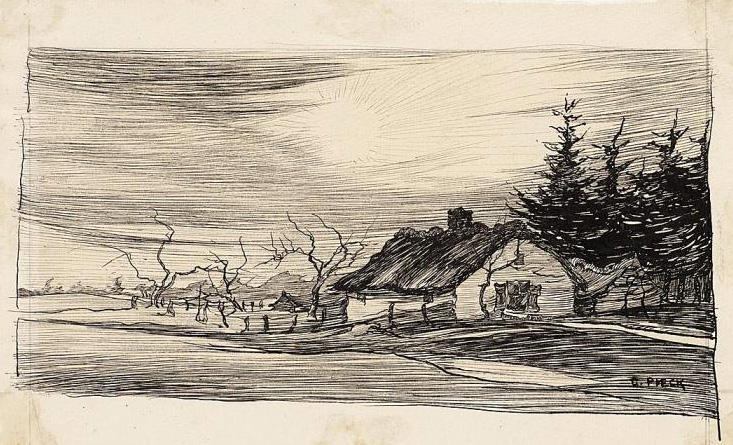
Zandpad naar Vuursche
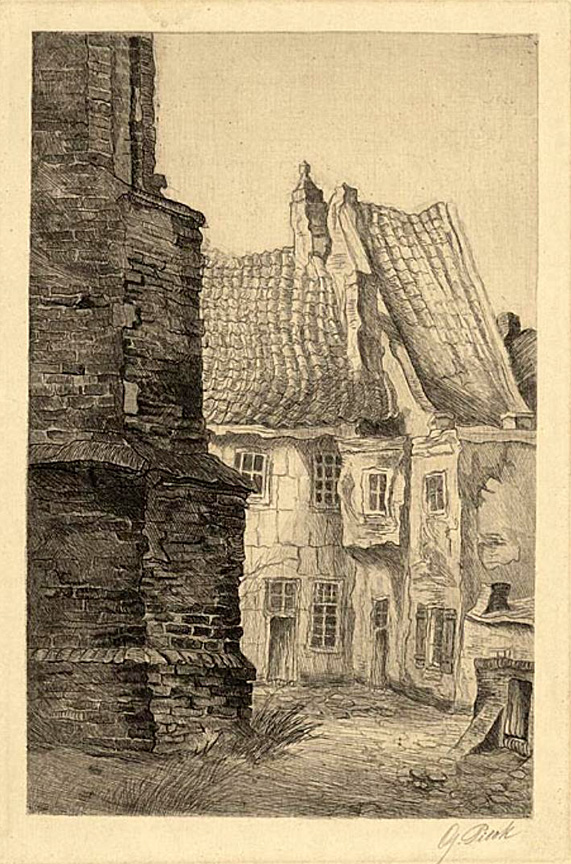
Huisje bij de Grote Kerk van Naarden
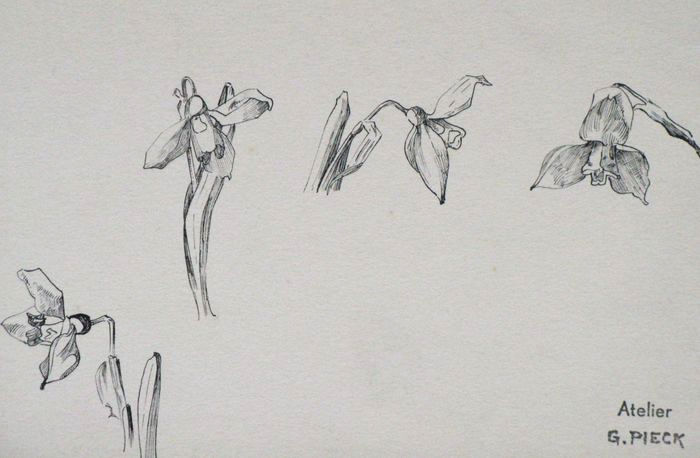
Sneeuwklokjes (pentekening)
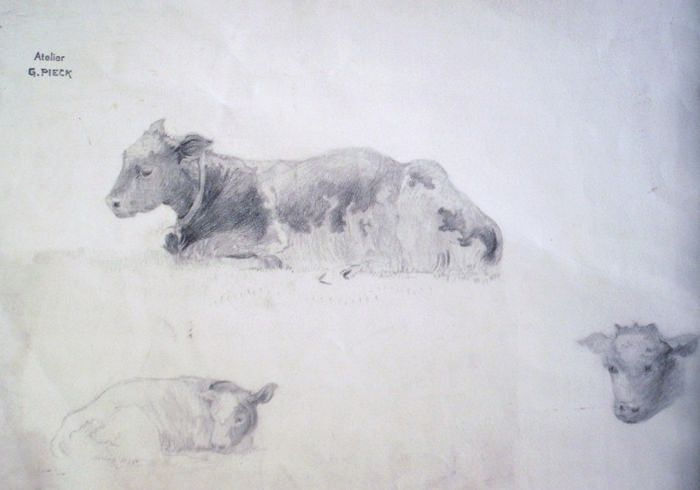
Koeien